# 1844 en littérature
| Années de la littérature : 1841 - 1842 - 1843 - 1844 - 1845 - 1846 - 1847    |
| Décennies de la littérature : 1810 - 1820 - 1830 - 1840 - 1850 - 1860 - 1870 |

Cet article présente les faits marquants de l'année 1844 en littérature.

## Évènements
- 5 février : Sainte-Beuve rend une visite académique à Victor Hugo. Bon accueil.
- 8 février : à l'Académie française : Saint-Marc Girardin est élu au fauteuil de Campenon. Au fauteuil de Casimir Delavigne, après sept tours de scrutin, Sainte-Beuve et Vatout arrivent à égalité.
- 11 mars : nouvelle visite (cordiale) de Sainte-Beuve à Victor Hugo.
- 14 mars : Sainte-Beuve est élu à l'Académie française, au fauteuil de Casimir Delavigne. Prosper Mérimée est élu au fauteuil de Charles Nodier.
- 20 mars : quai de Grève, Victor Hugo manque être tué par la chute d'un canon pris à Alger.
- 1er avril : les relations entre Victor Hugo et Léonie Biard-d'Aunet se précisent.
- En juillet, Gobineau se vante de collaborer à la Revue de Paris qui lui prend des articles à mesure qu'il en peut faire… Il va écrire dans Le Commerce qui appartient en partie à Tocqueville.
- 3 août : loi qui accorde, à la veuve et aux enfants des auteurs d'ouvrages représentés sur un théâtre, le droit garanti par le décret du 5 février 1810 à la veuve et aux enfants des auteurs d'écrits imprimés.
- 24 septembre : le journal Le Commerce publie un article de Gobineau sur Alfred de Musset. La suite paraîtra dans Le Commerce, le 1er octobre. Tocqueville lui reproche de parler aussi longuement d' « un talent de second ordre ».
- 1er octobre : avec Juliette Drouet, Victor Hugo quitte Paris : Nemours, Montargis. Bref voyage.
- 15 octobre : Le Commerce publie un article de Gobineau sur Théophile Gautier.
- Décembre : Charles Dickens, qui regagne l'Angleterre après un séjour à Gênes, est de passage à Paris. Il rencontre de nombreuses personnalités, dont Victor Hugo.

## Parutions

### Essais
- Juillet : Louis Bonaparte publie De l'extinction du paupérisme.
- Étienne Cabet (socialiste utopiste, 1788-1856) : La Femme, son malheureux sort dans la société actuelle, son bonheur dans la communauté (1844)
- Jules Michelet (historien, 1798-1874): Histoire de France (1833-1844).
- Max Stirner (philosophe allemand, 1806-1856) : L'Unique et sa propriété.

## Poésie
- Alfred de Vigny : Le Mont des oliviers.
- Parution à la fin de février, à compte d'auteur, du premier livre de Gobineau, Les Adieux de don Juan, poème dramatique. L'auteur n'a voulu faire aucune publicité, même dans La Quotidienne, ayant horreur de « ce tripotage de journaux autour d'une œuvre d'art ». L'ouvrage est annoncé par la Bibliographie de la France le 9 mars 1844.

### Romans

#### Auteurs francophones
- 18 mai : Vie de Rancé, de Chateaubriand.

- Honoré de Balzac : Modeste Mignon, Gaudissart II (réapparition du personnage de Félix Gaudissart, déjà présenté dans L'Illustre Gaudissart, Modeste Mignon, Un homme d'affaires, Honorine.
- Alexandre Dumas : Les Trois mousquetaires et Le Comte de Monte-Cristo.
- Théophile Gautier : Les Grotesques.
- Charles Nodier : Franciscus Columna.
- George Sand : Jeanne.
- Eugène Sue : Le Juif errant, roman paraît en feuilleton dans Le Constitutionnel.

#### Auteurs traduits
- Joachim Manuel de Macedo (brésilien) : La brunette (A Moreninha).
- Benjamin Disraeli (anglais) Coningsby.
- Vladimir Odoïevski (russe) : Les Nuits russes.

### Autres
- Los españoles pintados por sí mismos, collection d'archétypes espagnols sous forme d'articles illustrés.

## Principales naissances
- 30 mars : Paul Verlaine, poète français († 8 janvier 1896), à Metz.
- 16 avril : Anatole France, écrivain français († 12 octobre 1924).
- 22 août : Sophie Tolstoï, romancière russe, diariste et relectrice-correctrice de Léon Tolstoï († 4 novembre 1919).

## Principaux décès
- 27 janvier : Charles Nodier, écrivain romantique (° 29 avril 1780).
- 15 mai : Édouard Lepan, homme de lettres, critique littéraire et éditeur français, (° 2 janvier 1765).
- 14 novembre : Flora Tristan, femme de lettres, militante socialiste et féministe française.